# Трояни (Мазовецьке воєводство)
Трояни (пол. Trojany) — село в Польщі, у гміні Домбрувка Воломінського повіту Мазовецького воєводства.
Населення — 520 осіб (2011).
У 1975—1998 роках село належало до Остроленцького воєводства.

## Демографія
Демографічна структура станом на 31 березня 2011 року:
|          | Загалом | Допрацездатний вік | Працездатний вік | Постпрацездатний вік |
| -------- | ------- | ------------------ | ---------------- | -------------------- |
| Чоловіки | 253     | 55                 | 164              | 34                   |
| Жінки    | 267     | 64                 | 152              | 51                   |
| Разом    | 520     | 119                | 316              | 85                   |